# Nadur
Nadur (maltès: In-Nadur) és un municipi de l'illa de Gozo, a Malta. Nadur està construït en un altiplà i és una de les localitats més grans de Gozo. Coneguda com la "segona ciutat", s'estén per una alta carena a l'est de Victòria. Tenia una població de 4.509 al març de 2014.
La paraula 'Nadur' deriva de la paraula àrab 'nadara', que significa 'mirador', gairebé té el mateix significat que el seu lema 'Vigilant'. El lema apareix a l'abric de Nadur. de braços que mostra el sol sortint d'uns mars blaus. La ciutat és famosa per les seves fleques.
A prop de Nadur hi ha les badies de San Blas i Dahlet Qorrot, petites badies rocoses a la costa nord-est. Aquests són llocs per nedar, fer snorkel, fer pícnics i fer senderisme.